# Philosophie de l'argent
 (février 2022).
Philosophie de l'argent est un ouvrage du sociologue Georg Simmel publié en 1900. Le titre original de l'ouvrage est Philosophie des Geldes.

## Contenu
Pour Simmel, l'argent émerge des relations d'échanges entre les hommes. Pour comprendre ce qu'est l'argent, il faut s'intéresser aux processus historiques des échanges, mais également aux processus de valorisation individuels et sociaux. L'argent est ce qui permet de donner une valeur objective aux objets, au sens où il est un étalon de mesure de la valeur. Cependant, la valeur n'a pas d'objectivité en soi mais résulte de l'intersubjectivité des désirs. Son approche relativiste de la valeur est sujet à critique. En effet, pour Karl Marx, la valeur (le prix) n'est rien autre qu'un quantum de travail humain, donc quelque chose de concret et d'objectif.[réf. nécessaire]
Dans son journal Simmel note : « l'argent est le moyen absolu et le plus significatif des phénomènes de notre temps, dans la mesure où sa dynamique a envahi le sens de toute théorie et de toute pratique ».[réf. nécessaire]